# Verfassungsreferendum in Kongo-Léopoldville 1964
Das Verfassungsreferendum in Kongo-Leopoldville 1964 wurde zwischen dem 25. Juni und dem 10. Juli 1964 abgehalten.
Die neue Verfassung, bekannt als die „Verfassung von Luluaburg“, änderte das Regierungssystem des Landes, den Landesnamen und die Zahl der Provinzen. Sie wurde von 91 % der Wähler angenommen.

## Neue Verfassung
Nach der Kongokrise resultierten die Verhandlungen zwischen den pro-westlichen Politikern und den sozialistisch-panafrikanistischen Politikern in der Ausarbeitung einer neuen Verfassung. Das neue Dokument schuf ein Präsidialsystem innerhalb der Regierung – anstelle des vorherigen semipräsidentiellen Systems, in der sowohl der Ministerpräsident als auch der Präsident gewisse Entscheidungsbefugnisse hatten. Es machte das Land zudem mehr föderal und erhöhte die Zahl der Provinzen von sechs auf 21.
Das Land wurde in „Demokratische Republik Kongo“ umbenannt, während es seit seiner Unabhängigkeit 1960 „Republik Kongo“ hieß – ein Name, den es mit seinem Nachbarstaat Republik Kongo teilte.

## Ergebnisse
| Option                 | Stimmen   | Anteil  |
| ---------------------- | --------- | ------- |
| Für                    | 2.151.122 | 90,82 % |
| Gegen                  | 217.329   | 9,18 %  |
| Ungültige/Leere Zettel | 35.688    | -       |
| Gesamt                 | 2.404.139 | 100,0 % |
| Quelle:                |           |         |

## Nachwirkungen
Als die Verfassung in Kraft trat, wurde das Parlament, welche während der Wahlen in Belgisch-Kongo 1960 gewählt wurde, automatisch aufgelöst, und der Präsident Joseph Kasavubu ernannte eine Übergangsregierung, dessen Aufgabe die Organisation der Wahlen innerhalb von neun Monaten war.
Im Juni 1964 ernannte Kasavubu Moïse Tschombé, welcher den Staat Katanga führte, zum Übergangsministerpräsidenten. Nachdem die Regierung Tschombe ankündigte, dass die Wahlen am 30. März 1965 stattfinden würden, erklärten einige Politiker, dass sie nicht abgehalten werden können, bis Friedensverhandlungen mit den verbleibenden Rebellenfaktionen eingeleitet würden. Allerdings fanden die Wahlen in Kongo-Kinshasa 1965 wie geplant zwischen dem 18. März und dem 30. April 1965 statt.